# Randy Glover
Randy Glover ist ein US-amerikanischer Programmierer. In den frühen 1980er Jahren entwickelte er zahlreiche Computerspiele für die Heimcomputer Commodore 64, Atari 400 und Atari 800. Zu seinen bekanntesten Spielen gehören Jumpman (1983) und Summer Games (1984) für die Firma Epyx.  
Weitere Spiele, an denen Glover mitarbeitete, waren:
- Lunar Outpost
- Pitstop
- Summer Games II
- Jumpman Jr.